# Persone di nome Maurizio
| Questa pagina contiene informazioni ricavate automaticamente dalle voci biografiche con l'ausilio del template Bio e di un bot. L'aggiornamento è periodico e automatico e ricostruisce completamente la pagina. Se manca una persona in questa lista, sei pregato di non aggiungerla, ma accertati piuttosto che la sua voce biografica contenga il template Bio e che i dati anagrafici siano correttamente compilati. Se il template Bio manca, inseriscilo tu stesso o, in alternativa, metti l'avviso {{tmp\|Bio}} che ne segnala la mancanza. Se i dati riportati sono sbagliati, correggi direttamente la voce biografica; le modifiche saranno visibili in questa lista entro pochi giorni. Per chiarimenti vedi il progetto antroponimi. La lista contiene solo le 522 persone che sono citate nell'enciclopedia e per le quali è stato implementato correttamente il template Bio. Pagina aggiornata al 22 lug 2025. |

Questa è una lista di persone presenti nell'enciclopedia che hanno il nome Maurizio, suddivise per attività principale.

## Allenatori di calcio(32)
- Maurizio Battistini, allenatore di calcio italiano (Parma, n. 1945)
- Maurizio Braghin, allenatore di calcio e ex calciatore italiano (Biella, n. 1959)
- Maurizio Cavazzoni, allenatore di calcio e ex calciatore italiano (Guastalla, n. 1940)
- Maurizio Codispoti, allenatore di calcio e ex calciatore italiano (Catanzaro, n. 1964)
- Maurizio Codogno, allenatore di calcio e ex calciatore italiano (Brembate di Sopra, n. 1954)
- Maurizio Coppola, allenatore di calcio e ex calciatore italiano (Roma, n. 1965)
- Maurizio Costantini, allenatore di calcio e ex calciatore italiano (San Donà di Piave, n. 1962)
- Maurizio D'Angelo, allenatore di calcio e ex calciatore italiano (Napoli, n. 1969)
- Maurizio Domizzi, allenatore di calcio e ex calciatore italiano (Roma, n. 1980)
- Maurizio Ferrarese, allenatore di calcio e ex calciatore italiano (Pordenone, n. 1967)
- Maurizio Gaiardi, allenatore di calcio e ex calciatore italiano (Cremona, n. 1955)
- Maurizio Ganz, allenatore di calcio e ex calciatore italiano (Tolmezzo, n. 1968)
- Maurizio Jacobacci, allenatore di calcio e ex calciatore svizzero (Berna, n. 1963)
- Maurizio Lanzaro, allenatore di calcio e ex calciatore italiano (Napoli, n. 1982)
- Maurizio Lauro, allenatore di calcio e ex calciatore italiano (Ischia, n. 1981)
- Maurizio Longobardo, allenatore di calcio e ex calciatore italiano (Milano, n. 1960)
- Maurizio Lucchetti, allenatore di calcio e ex calciatore italiano (Crema, n. 1959)
- Maurizio Memo, allenatore di calcio e ex calciatore italiano (Burano, n. 1950)
- Maurizio Miranda, allenatore di calcio e ex calciatore italiano (Palermo, n. 1963)
- Maurizio Moscatelli, allenatore di calcio e ex calciatore italiano (Cesena, n. 1955)
- Maurizio Neri, allenatore di calcio e ex calciatore italiano (Rimini, n. 1965)
- Maurizio Pugliesi, allenatore di calcio e ex calciatore italiano (Capannoli, n. 1976)
- Maurizio Raggi, allenatore di calcio e ex calciatore italiano (Roma, n. 1960)
- Maurizio Rossi, allenatore di calcio e ex calciatore italiano (Parma, n. 1970)
- Maurizio Rossi, allenatore di calcio e ex calciatore italiano (Rezzato, n. 1959)
- Maurizio Sarri, allenatore di calcio italiano (Napoli, n. 1959)
- Maurizio Schincaglia, allenatore di calcio e ex calciatore italiano (Codigoro, n. 1959)
- Maurizio Simonato, allenatore di calcio e ex calciatore italiano (Crespano del Grappa, n. 1947)
- Maurizio Trombetta, allenatore di calcio e ex calciatore italiano (Udine, n. 1962)
- Maurizio Venturi, allenatore di calcio e ex calciatore italiano (Brescia, n. 1957)
- Maurizio Vincioni, allenatore di calcio e ex calciatore italiano (Roma, n. 1966)
- Maurizio Viscidi, allenatore di calcio italiano (Bassano del Grappa, n. 1962)

## Allenatori di hockey su ghiaccio(1)
- Maurizio Mansi, allenatore di hockey su ghiaccio e ex hockeista su ghiaccio canadese (Montréal, n. 1965)

## Allenatori di pallacanestro(4)
- Maurizio Bartocci, allenatore di pallacanestro italiano (Caserta, n. 1959)
- Maurizio Buscaglia, allenatore di pallacanestro italiano (Bari, n. 1969)
- Maurizio Scanzani, allenatore di pallacanestro italiano (Roma, n. 1956)
- Maurizio Sottana, allenatore di pallacanestro italiano (Treviso, n. 1956)

## Allenatori di pattinaggio(1)
- Maurizio Marchetto, allenatore di pattinaggio e ex pattinatore di velocità su ghiaccio italiano (Badia Polesine, n. 1956)

## Alpinisti(3)
- Maurizio Agazzi, alpinista italiano (Bergamo, n. 1970)
- Maurizio Giordani, alpinista italiano (Rovereto, n. 1959)
- Maurizio Oviglia, alpinista, arrampicatore e scrittore italiano (Torino, n. 1963)

## Ammiragli(1)
- Maurizio Cattaneo, ammiraglio italiano (Genova - Chio)

## Anarchici(1)
- Maurizio Garino, anarchico e sindacalista italiano (Ploaghe, n. 1892 - Torino, † 1977)

## Arbitri di calcio(4)
- Maurizio Ciampi, ex arbitro di calcio italiano (Benevento, n. 1972)
- Maurizio Mariani, arbitro di calcio italiano (Roma, n. 1982)
- Maurizio Mattei, arbitro di calcio italiano (Treia, n. 1942 - Civitanova Marche, † 2021)
- Maurizio Mughetti, ex arbitro di calcio e medico italiano (Faenza, n. 1954)

## Arbitri di pallacanestro(1)
- Maurizio Martolini, arbitro di pallacanestro e dirigente sportivo italiano (Roma, n. 1942 - Roma, † 2007)

## Archeologi(3)
- Maurizio Borda, archeologo e storico italiano
- Maurizio Taddei, archeologo e orientalista italiano (Roma, n. 1936 - Roma, † 2000)
- Maurizio Tosi, archeologo e scrittore italiano (Zevio, n. 1944 - Ravenna, † 2017)

## Architetti(4)
- Maurizio Bradaschia, architetto italiano (Trieste, n. 1962)
- Maurizio Dufour, architetto italiano (Torino, n. 1826 - Cornigliano, † 1897)
- Maurizio Pedetti, architetto italiano (Casasco d'Intelvi, n. 1719 - Eichstätt, † 1799)
- Maurizio Sacripanti, architetto italiano (Roma, n. 1916 - Roma, † 1996)

## Arcivescovi cattolici(1)
- Maurizio Aloise, arcivescovo cattolico italiano (Catanzaro, n. 1969)

## Arrampicatori(1)
- Maurizio Zanolla, arrampicatore e alpinista italiano (Feltre, n. 1958)

## Artisti(6)
- Maurizio Cattelan, artista italiano (Padova, n. 1960)
- Maurizio Elettrico, artista e scrittore italiano (Napoli, n. 1965)
- Maurizio Fiorino, artista e scrittore italiano (Crotone, n. 1984)
- Maurizio Nannucci, artista italiano (Firenze, n. 1939)
- Maurizio Rossi, artista italiano (Roma, n. 1942)
- Maurizio Zurla, artista italiano (Crema, n. 1946 - Crema, † 2021)

## Assassini seriali(2)
- Maurizio Giugliano, serial killer italiano (Latina, n. 1962 - Reggio Emilia, † 1994)
- Maurizio Minghella, serial killer italiano (Genova, n. 1958)

## Astronauti(1)
- Maurizio Cheli, astronauta, ufficiale e aviatore italiano (Zocca, n. 1959)

## Atleti paralimpici(1)
- Maurizio Nalin, ex atleta paralimpico italiano (Porto Tolle, n. 1956)

## Attori(27)
- Maurizio Aiello, attore e ex modello italiano (Vico Equense, n. 1969)
- Maurizio Ancidoni, attore italiano (Roma, n. 1958 - Roma, † 2019)
- Maurizio Arena, attore, regista e sceneggiatore italiano (Roma, n. 1933 - Roma, † 1979)
- Maurizio Bonuglia, attore e regista italiano (Roma, n. 1943)
- Maurizio Casagrande, attore italiano (Napoli, n. 1961)
- Maurizio D'Ancora, attore e imprenditore italiano (Firenze, n. 1912 - Milano, † 1983)
- Maurizio Di Nardo, attore italiano (Roma, n. 1938)
- Maurizio Donadoni, attore italiano (Bergamo, n. 1958)
- Maurizio Esposito, attore e conduttore televisivo italiano (Milano, n. 1957)
- Maurizio Fabbri, attore, regista e cantante italiano (Roma, n. 1956)
- Maurizio Fardo, attore e doppiatore italiano
- Maurizio Fiorentini, attore e doppiatore italiano (Roma, n. 1963)
- Marc Fiorini, attore italiano (n. 1941)
- Maurizio Gueli, attore italiano (Roma, n. 1937 - Roma, † 2006)
- Maurizio Lastrico, attore, comico e cabarettista italiano (Genova, n. 1979)
- Maurizio Lombardi, attore e regista teatrale italiano (Firenze, n. 1973)
- Maurizio Lops, attore e regista teatrale italiano (Roma, n. 1969)
- Maurizio Marchetti, attore e regista italiano (Messina, n. 1953)
- Maurizio Mattioli, attore, doppiatore e comico italiano (Gorga, n. 1950)
- Maurizio Merli, attore italiano (Roma, n. 1940 - Roma, † 1989)
- Maurizio Micheli, attore, comico e commediografo italiano (Livorno, n. 1947)
- Maurizio Nicolosi, attore italiano (Catania, n. 1966)
- Maurizio Prollo, attore italiano (Palermo, n. 1972)
- Maurizio Rapotec, attore italiano (Trieste, n. 1970)
- Maurizio Santilli, attore italiano (Venafro, n. 1964)
- Paolo Torrisi, attore, doppiatore e direttore del doppiaggio italiano (Milano, n. 1950 - Milano, † 2005)
- Maurizio Trombini, attore, doppiatore e annunciatore televisivo italiano (Santhià, n. 1954)

## Attori teatrali(1)
- Maurizio Ciccolella, attore teatrale e regista teatrale italiano (Brindisi, n. 1985)

## Autori televisivi(1)
- Maurizio Jurgens, autore televisivo, regista radiofonico e commediografo italiano (Roma, n. 1921 - Roma, † 1975)

## Aviatori(2)
- Maurizio De Rinaldis, aviatore italiano (Roma, n. 1965)
- Maurizio Ramassotto, aviatore e pilota automobilistico italiano (Sangano, n. 1884 - Torino, † 1951)

## Avvocati(2)
- Maurizio Paniz, avvocato e politico italiano (Belluno, n. 1948)
- Maurizio Scelli, avvocato e politico italiano (Sulmona, n. 1961)

## Bassisti(2)
- Bozorius, bassista, produttore discografico e compositore italiano (Arezzo, n. 1957)
- Maurizio Rolli, bassista, contrabbassista e compositore italiano (Pescara, n. 1965)

## Batteristi(1)
- Maurizio Dei Lazzaretti, batterista italiano (Lecce, n. 1961)

## Biochimici(1)
- Maurizio Brunori, biochimico italiano (Roma, n. 1937)

## Botanici(1)
- Maurizio Zumaglini, botanico e politico italiano (Benna, n. 1804 - Verrone, † 1865)

## Calciatori(27)
- Maurizio Bedin, ex calciatore italiano (Camposampiero, n. 1979)
- Maurizio Bruno, calciatore e allenatore di calcio italiano (Genova, n. 1933 - Genova, † 2015)
- Maurizio Bruno, calciatore italiano
- Maurizio Cavazzini, ex calciatore italiano (Parma, n. 1956)
- Maurizio Franzone, ex calciatore italiano (Piacenza, n. 1969)
- Maurizio Giovannelli, ex calciatore italiano (Sermide, n. 1958)
- Maurizio Gori, ex calciatore italiano (Cantiano, n. 1946)
- Maurizio Gridelli, ex calciatore italiano (Rimini, n. 1962)
- Maurizio Grosselli, ex calciatore italiano (Somma Lombardo, n. 1958)
- Maurizio Iorio, ex calciatore italiano (Milano, n. 1959)
- Maurizio Laureri, ex calciatore italiano (Milano, n. 1966)
- Maurizio Lizzani, ex calciatore italiano (Milano, n. 1968)
- Maurizio Marchei, ex calciatore italiano (Castignano, n. 1954)
- Maurizio Marini, calciatore e dirigente sportivo italiano (Loreto, n. 1912 - † 1988)
- Maurizio Montesi, ex calciatore italiano (Roma, n. 1957)
- Maurizio Moretti, calciatore italiano (Gradisca di Sedegliano, n. 1945 - Gradisca di Sedegliano, † 2021)
- Maurizio Nassi, ex calciatore italiano (Taormina, n. 1977)
- Maurizio Orlandi, ex calciatore italiano (Cesena, n. 1953)
- Maurizio Peccarisi, ex calciatore italiano (Bordighera, n. 1978)
- Maurizio Poli, ex calciatore italiano (Pisa, n. 1964)
- Maurizio Raise, ex calciatore italiano (Grado, n. 1959)
- Maurizio Restelli, ex calciatore italiano (Montebelluna, n. 1954)
- Maurizio Rinino, ex calciatore italiano (Torino, n. 1969)
- Maurizio Ronco, ex calciatore italiano (Monza, n. 1958)
- Maurizio Sacchi, ex calciatore italiano (Roma, n. 1962)
- Maurizio Thermes, ex calciatore italiano (Roma, n. 1939)
- Maurizio Turone, ex calciatore italiano (Varazze, n. 1948)

## Canottieri(1)
- Maurizio Danielli, canottiere italiano (Santa Maria Rezzonico, n. 1949 - † 2016)

## Cantanti(4)
- Maurizio Arcieri, cantante, attore e compositore italiano (Milano, n. 1942 - Varese, † 2015)
- Mau Cristiani, cantante italiano (Milano, n. 1952)
- Maurizio Graf, cantante italiano (Gorizia, n. 1941 - Lugo, † 2019)
- Maurizio Vandelli, cantante italiano (Modena, n. 1944)

## Cantautori(5)
- Maurizio De Angelis, cantautore, compositore e arrangiatore italiano (Rocca di Papa, n. 1947)
- Maurizio Lauzi, cantautore italiano (Varese, n. 1969)
- Mauri Mines, cantautore, musicista e produttore discografico italiano (Fano, n. 1966)
- Maurizio Piccoli, cantautore, compositore e paroliere italiano (Venezia, n. 1948)
- Maurizio Pirovano, cantautore italiano (Lecco, n. 1974)

## Cardinali(1)
- Maurizio di Savoia, cardinale e vescovo cattolico italiano (Torino, n. 1593 - Torino, † 1657)

## Cestisti(12)
- Maurizio Benatti, ex cestista e allenatore di pallacanestro italiano (Mantova, n. 1955)
- Maurizio Biondi, ex cestista italiano (Piombino, n. 1962)
- Maurizio Ferrara, ex cestista italiano (Avellino, n. 1986)
- Maurizio Ferro, ex cestista e allenatore di pallacanestro italiano (Venezia, n. 1959)
- Maurizio Gherardini, ex cestista e dirigente sportivo italiano (Forlì, n. 1955)
- Maurizio Giadini, ex cestista e allenatore di pallacanestro italiano (Varese, n. 1976)
- Maurizio Gualco, ex cestista italiano (Varese, n. 1956)
- Maurizio Lasi, ex cestista e allenatore di pallacanestro italiano (Faenza, n. 1959)
- Maurizio Pratesi, ex cestista finlandese (n. 1975)
- Maurizio Ragazzi, ex cestista italiano (San Giovanni in Persiceto, n. 1964)
- Maurizio Tassone, cestista italiano (Torino, n. 1990)
- Maurizio Tomassi, cestista e allenatore di pallacanestro italiano (Palestrina, n. 1956 - † 2023)

## Chimici(1)
- Maurizio Prato, chimico italiano (Lecce, n. 1953)

## Chitarristi(5)
- Maurizio Colonna, chitarrista italiano (Torino, n. 1959)
- Maurizio Geri, chitarrista, compositore e cantante italiano (San Marcello Pistoiese, n. 1964)
- Maurizio Glielmo, chitarrista italiano (Milano, n. 1957)
- Maurizio Pugno, chitarrista italiano (Gubbio, n. 1966)
- Maurizio Solieri, chitarrista italiano (Concordia sulla Secchia, n. 1953)

## Ciclisti su strada(8)
- Maurizio Biondo, ex ciclista su strada italiano (Vimercate, n. 1981)
- Maurizio Casadei, ex ciclista su strada sammarinese (San Marino, n. 1962)
- Maurizio Conti, ex ciclista su strada italiano (Imola, n. 1962)
- Maurizio Fondriest, ex ciclista su strada italiano (Cles, n. 1965)
- Maurizio Nuzzi, ex ciclista su strada italiano (Terranuova Bracciolini, n. 1965)
- Maurizio Piovani, ex ciclista su strada e dirigente sportivo italiano (Cremona, n. 1959)
- Maurizio Rossi, ex ciclista su strada italiano (Rimini, n. 1962)
- Maurizio Vandelli, ex ciclista su strada e ciclocrossista italiano (Modena, n. 1964)

## Collaboratori di giustizia(1)
- Maurizio Di Gati, collaboratore di giustizia italiano (Racalmuto, n. 1966)

## Comici(5)
- Maurizio Battista, comico, cabarettista e attore italiano (Roma, n. 1957)
- Maurizio Crozza, comico, imitatore e conduttore televisivo italiano (Genova, n. 1959)
- Maurizio Ferrini, comico e attore italiano (Cesena, n. 1953)
- Maurizio Milani, comico, scrittore e attore teatrale italiano (Milano, n. 1961)
- Duilio Pizzocchi, comico e cabarettista italiano (Bologna, n. 1957)

## Compositori(4)
- Maurizio Cazzati, compositore italiano (Luzzara, n. 1616 - Mantova, † 1678)
- Maurizio Fabrizio, compositore, cantante e arrangiatore italiano (Milano, n. 1952)
- Maurizio Filardo, compositore e direttore d'orchestra italiano (Castelvetrano, n. 1967)
- Maurizio Morante, compositore e paroliere italiano (Portici, n. 1956)

## Conduttori radiofonici(1)
- Maurizio Modica, conduttore radiofonico italiano (Palermo, n. 1968)

## Conduttori televisivi(1)
- Maurizio Seymandi, conduttore televisivo, autore televisivo e paroliere italiano (Bengasi, n. 1937)

## Contrabbassisti(1)
- Maurizio Majorana, contrabbassista e bassista italiano (Bologna, n. 1938 - Roma, † 2023)

## Costumisti(2)
- Maurizio Chiari, costumista e scenografo italiano (Parma, n. 1926 - Orvieto, † 2003)
- Maurizio Millenotti, costumista italiano (Reggiolo, n. 1944)

## Critici cinematografici(1)
- Maurizio Ponzi, critico cinematografico e regista italiano (Roma, n. 1939)

## Critici d'arte(2)
- Maurizio Bortolotti, critico d'arte italiano (Brescia, n. 1961)
- Maurizio Fagiolo dell'Arco, critico d'arte e collezionista d'arte italiano (Roma, n. 1939 - Roma, † 2002)

## Critici teatrali(1)
- Maurizio Porro, critico teatrale e critico cinematografico italiano (Milano, n. 1942)

## Culturisti(1)
- Mauro Sarni, culturista italiano (San Severo, n. 1964)

## Danzatori su ghiaccio(1)
- Maurizio Margaglio, ex danzatore su ghiaccio italiano (Milano, n. 1974)

## Designer(1)
- Maurizio Tempestini, designer italiano (Firenze, n. 1908 - Firenze, † 1960)

## Diplomatici(5)
- Maurizio Battistini, diplomatico e ex sciatore alpino sammarinese (Rimini, n. 1957)
- Maurizio Bucci, diplomatico italiano (Sant'Angelo del Pesco, n. 1923)
- Maurizio Moreno, diplomatico italiano (Roma, n. 1940 - Roma, † 2016)
- Maurizio Serra, diplomatico e scrittore italiano (Londra, n. 1955)
- Maurizio Teucci, diplomatico italiano (Firenze, n. 1939 - Tokyo, † 2023)

## Direttori d'orchestra(6)
- Maurizio Arena, direttore d'orchestra italiano (Messina, n. 1935)
- Maurizio Benini, direttore d'orchestra e compositore italiano (Faenza, n. 1952)
- Maurizio Colasanti, direttore d'orchestra e compositore italiano (Chieti, n. 1966)
- Maurizio Rinaldi, direttore d'orchestra italiano (Roma, n. 1937 - Roma, † 1995)
- Maurizio Salvi, direttore d'orchestra, tastierista e compositore italiano (Genova, n. 1952)
- Maurizio Zanini, direttore d'orchestra e pianista italiano (Milano, n. 1963)

## Direttori della fotografia(1)
- Maurizio Calvesi, direttore della fotografia italiano (Roma, n. 1954)

## Dirigenti d'azienda(6)
- Maurizio Arrivabene, dirigente d'azienda e dirigente sportivo italiano (Brescia, n. 1957)
- Maurizio Basile, dirigente d'azienda e dirigente pubblico italiano (Napoli, n. 1948)
- Maurizio Carrara, dirigente d'azienda e dirigente pubblico italiano (Bergamo, n. 1954)
- Maurizio Momi, dirigente d'azienda e produttore televisivo italiano (Firenze, n. 1954)
- Maurizio Prato, dirigente d'azienda e dirigente pubblico italiano (Foligno, n. 1941)
- Maurizio Scanavino, dirigente d'azienda e dirigente sportivo italiano (Torino, n. 1973)

## Dirigenti sportivi(6)
- Maurizio Anastasi, dirigente sportivo e ex calciatore italiano (Riposto, n. 1977)
- Maurizio Ciaramitaro, dirigente sportivo, allenatore di calcio e ex calciatore italiano (Palermo, n. 1982)
- Maurizio Marin, dirigente sportivo e ex calciatore italiano (Bracciano, n. 1966)
- Maurizio Mondelli, dirigente sportivo, arbitro di rugby a 15 e rugbista a 15 italiano (Roma, n. 1935 - Roma, † 2011)
- Maurizio Pellegrino, dirigente sportivo, allenatore di calcio e ex calciatore italiano (Siracusa, n. 1966)
- Maurizio Poncet, dirigente sportivo, ex sciatore alpino e allenatore di sci alpino italiano (Torino, n. 1956)

## Disc jockey(3)
- Maurizio Braccagni, disc jockey e produttore discografico italiano (Milano, n. 1968)
- Maurizio Di Maggio, disc jockey, conduttore radiofonico e viaggiatore italiano (Ivrea, n. 1959)
- Molella, disc jockey, produttore discografico e conduttore radiofonico italiano (Monza, n. 1964)

## Dogi(1)
- Maurizio Galbaio, doge (Eraclea - † 797)

## Doppiatori(4)
- Maurizio Merluzzo, doppiatore, direttore del doppiaggio e youtuber italiano (Prato, n. 1986)
- Maurizio Reti, doppiatore italiano (Roma, n. 1951)
- Maurizio Romano, doppiatore italiano (Cassino, n. 1966 - Vizzolo Predabissi, † 2003)
- Maurizio Scattorin, doppiatore e attore italiano (Trieste, n. 1939)

## Drammaturghi(1)
- Maurizio Colombi, commediografo, attore teatrale e regista teatrale italiano (Milano, n. 1965)

## Economisti(2)
- Maurizio Franzini, economista italiano (Roma, n. 1950)
- Maurizio Pittau, economista italiano (Tortolì, n. 1973)

## Editori(1)
- Maurizio Mattioli, editore italiano (Milano, n. 1925 - Milano, † 2020)

## Egittologi(1)
- Maurizio Damiano, egittologo e storico italiano (Randazzo, n. 1957)

## Fantini(1)
- Maurizio Farnetani, fantino italiano (Cortona, n. 1958)

## Filologi(2)
- Maurizio Bettini, filologo classico, latinista e antropologo italiano (Bressanone, n. 1947)
- Maurizio Vitale, filologo italiano (Milano, n. 1922 - Milano, † 2021)

## Filosofi(3)
- Maurizio Ferraris, filosofo italiano (Torino, n. 1956)
- Maurizio Mori, filosofo italiano (Cremona, n. 1951)
- Maurizio Viroli, filosofo e saggista italiano (Forlì, n. 1952)

## Fondisti(1)
- Maurizio Pozzi, ex fondista italiano (Bormio, n. 1970)

## Fondisti di corsa in montagna‎(1)
- Maurizio Bonetti, ex fondista di corsa in montagna italiano (Gromo, n. 1976)

## Fotografi(2)
- Maurizio Galimberti, fotografo italiano (Como, n. 1956)
- Maurizio Leigheb, fotografo e scrittore italiano (Novara, n. 1941)

## Fumettisti(9)
- Maurizio Amendola, fumettista italiano (Venezia, n. 1949)
- Maurizio Bovarini, fumettista e illustratore italiano (Bergamo, n. 1934 - Milano, † 1987)
- Maurizio Colombo, fumettista italiano (Busto Arsizio, n. 1960)
- Maurizio Di Vincenzo, fumettista italiano (Teramo, n. 1958)
- Maurizio Dotti, fumettista italiano (Limbiate, n. 1958)
- Maurizio Gradin, fumettista italiano (Milano, n. 1967)
- Maurizio Torelli, fumettista italiano
- Dottor Pira, fumettista, grafico e autore televisivo italiano (Tortona, n. 1977)
- TheHand, fumettista italiano (Napoli, n. 1971)

## Funzionari(1)
- Maurizio Puddu, funzionario, politico e attivista italiano (Torino, n. 1931 - Torino, † 2007)

## Generali(7)
- Maurizio di Anhalt-Dessau, generale prussiano (Dessau, n. 1712 - Dessau, † 1760)
- Maurizio Ignazio Fresia, generale e nobile italiano (Saluzzo, n. 1746 - Parigi, † 1826)
- Maurizio Gerbaix de Sonnaz, generale e politico italiano (Torino, n. 1816 - Torino, † 1892)
- Maurizio del Liechtenstein, generale austriaco (Vienna, n. 1775 - Vienna, † 1819)
- San Maurizio, generale romano (Tebe - Agaunum)
- Maurizio di Sassonia, generale francese (Goslar, n. 1696 - Castello di Chambord, † 1750)
- Maurizio Lazzaro de Castiglioni, generale italiano (Milano, n. 1888 - Roma, † 1952)

## Geologi(1)
- Maurizio Diana, geologo, fisico e pittore italiano (Roma, n. 1939)

## Ginnasti(1)
- Maurizio Zonzini, ex ginnasta sammarinese (n. 1962)

## Giornalisti(27)
- Maurizio Amoroso, giornalista italiano (Pescara, n. 1959)
- Maurizio Barendson, giornalista e conduttore televisivo italiano (Napoli, n. 1923 - Roma, † 1978)
- Maurizio Becker, giornalista, scrittore e musicologo italiano (Neede, n. 1964)
- Maurizio Belpietro, giornalista, opinionista e autore televisivo italiano (Castenedolo, n. 1958)
- Maurizio Beretta, giornalista, dirigente d'azienda e dirigente sportivo italiano (Milano, n. 1955)
- Maurizio Bertucci, giornalista e politico italiano (Roma, n. 1949)
- Maurizio Boldrini, giornalista e scrittore italiano (Piancastagnaio, n. 1946)
- Maurizio Colantoni, giornalista e telecronista sportivo italiano (Roma, n. 1962)
- Maurizio Compagnoni, giornalista e telecronista sportivo italiano (San Benedetto del Tronto, n. 1963)
- Maurizio Costanzo, giornalista, conduttore televisivo e conduttore radiofonico italiano (Roma, n. 1938 - Roma, † 2023)
- Maurizio Crosetti, giornalista e scrittore italiano (Torino, n. 1962)
- Maurizio De Luca, giornalista e scrittore italiano (Firenze, n. 1943 - Roma, † 2014)
- Maurizio Dianese, giornalista e scrittore italiano (San Donà di Piave, n. 1954)
- Maurizio Ferrara, giornalista, politico e partigiano italiano (Roma, n. 1921 - Roma, † 2000)
- Maurizio Giuliano, giornalista e scrittore italiano (Milano, n. 1975)
- Maurizio Liverani, giornalista, regista e scrittore italiano (Rovereto, n. 1928 - Senigallia, † 2021)
- Maurizio Mannoni, giornalista e conduttore televisivo italiano (La Spezia, n. 1957)
- Maurizio Marchesi, giornalista italiano (Brescia, n. 1947 - Roma, † 2010)
- Maurizio Martinelli, giornalista e conduttore televisivo italiano (Roma, n. 1963)
- Maurizio Molinari, giornalista e saggista italiano (Roma, n. 1964)
- Maurizio Mosca, giornalista e conduttore televisivo italiano (Roma, n. 1940 - Pavia, † 2010)
- Maurizio Musolino, giornalista, scrittore e politico italiano (Roma, n. 1964 - Roma, † 2016)
- Maurizio Pistocchi, giornalista, conduttore televisivo e opinionista italiano (Cesena, n. 1956)
- Maurizio Ruggeri Fasciani, giornalista, scrittore e conduttore radiofonico italiano (Roma, n. 1956)
- Maurizio Testa, giornalista e scrittore italiano (Roma, n. 1954)
- Maurizio Trezzi, giornalista italiano (Milano, n. 1966)
- Maurizio Vallone, giornalista italiano (Apuania, n. 1940)

## Hockeisti su ghiaccio(1)
- Maurizio Catenacci, ex hockeista su ghiaccio italiano (Frosinone, n. 1964)

## Hockeisti su pista(1)
- Maurizio Righi, ex hockeista su pista italiano (Modena, n. 1950)

## Illustratori(1)
- Maurizio Manzieri, illustratore italiano (Napoli, n. 1961)

## Imprenditori(8)
- Maurizio Capuano, imprenditore italiano (Napoli, n. 1865 - Napoli, † 1925)
- Maurizio Gucci, imprenditore italiano (Firenze, n. 1948 - Milano, † 1995)
- Maurizio Rossi, imprenditore e politico italiano (Genova, n. 1957)
- Maurizio Setti, imprenditore e dirigente sportivo italiano (Carpi, n. 1963)
- Maurizio Stirpe, imprenditore e dirigente sportivo italiano (Frosinone, n. 1958)
- Maurizio Totti, imprenditore e produttore cinematografico italiano (Massa Lombarda, n. 1954)
- Maurizio Zamparini, imprenditore e dirigente sportivo italiano (Bagnaria Arsa, n. 1941 - Cotignola, † 2022)
- Maurizio Zanfanti, imprenditore italiano (Rimini, n. 1955 - Rimini, † 2018)

## Ingegneri(4)
- Maurizio Cumo, ingegnere e dirigente pubblico italiano (Rimini, n. 1939 - Roma, † 2024)
- Maurizio Lenzerini, ingegnere italiano (Pavia, n. 1954)
- Maurizio Milan, ingegnere italiano (Mirano, n. 1952)
- Maurizio Seracini, ingegnere italiano (Firenze, n. 1946)

## Letterati(1)
- Maurizio Grande, letterato e saggista italiano (Roma, n. 1944 - † 1996)

## Linguisti(2)
- Maurizio Dardano, linguista e filologo italiano (Roma, n. 1935)
- Maurizio Trifone, linguista e lessicografo italiano (Roma, n. 1953)

## Lunghisti(1)
- Maurizio Siega, ex lunghista italiano (Palmanova, n. 1954)

## Mafiosi(2)
- Maurizio Abbatino, mafioso e collaboratore di giustizia italiano (Roma, n. 1954)
- Maurizio Massaria, mafioso italiano (Roma, n. 1951 - Slavonski Brod, † 1998)

## Magistrati(2)
- Maurizio Block, magistrato italiano (Napoli, n. 1957)
- Maurizio Laudi, magistrato italiano (Torino, n. 1948 - Torino, † 2009)

## Marciatori(1)
- Maurizio Damilano, ex marciatore italiano (Scarnafigi, n. 1957)

## Medici(5)
- Maurizio Ascoli, medico italiano (Trieste, n. 1876 - Palermo, † 1958)
- Maurizio Bufalini, medico italiano (Cesena, n. 1787 - Firenze, † 1875)
- Maurizio De Negri, medico italiano (Serravalle Scrivia, n. 1926 - Genova, † 2017)
- Maurizio Pipino, medico e scrittore italiano (Cuneo, n. 1739 - Simi, † 1788)
- Maurizio Vignola, medico italiano (Castelvetrano, n. 1964 - Genova, † 2004)

## Mezzofondisti(2)
- Maurizio Bobbato, ex mezzofondista italiano (Castelfranco Veneto, n. 1979)
- Maurizio Leone, mezzofondista italiano (Cosenza, n. 1973)

## Militari(10)
- Maurizio Cocciolone, ufficiale italiano (L'Aquila, n. 1960)
- Maurizio D'Alesio, militare e politico italiano (Altamura, † 1799)
- Maurizio Faraone, militare sammarinese (Rimini, n. 1961)
- Maurizio Giglio, militare, poliziotto e agente segreto italiano (Parigi, n. 1920 - Roma, † 1944)
- Maurizio Rava, militare e pittore italiano (Milano, n. 1878 - Roma, † 1941)
- Maurizio Mario Moris, militare e politico italiano (Parigi, n. 1860 - Roma, † 1944)
- Maurizio Pagliano, militare e aviatore italiano (Porto Maurizio, n. 1890 - Susegana, † 1917)
- Maurizio Poggiali, ufficiale italiano (Roma, n. 1965 - Cori, † 1997)
- Maurizio de Vito Piscicelli, militare italiano (Napoli, n. 1871 - Camina, † 1917)
- Maurizio Zanfarino, militare italiano (Sassari, n. 1895 - Casa Spalazzari, † 1918)

## Musicisti(5)
- Maurizio Bianchi, musicista italiano (Pomponesco, n. 1955)
- Maurizio Capone, musicista, cantautore e percussionista italiano (Napoli, n. 1964)
- Maurizio Lobina, musicista, compositore e disc jockey italiano (Asti, n. 1973)
- Maurizio Marsico, musicista, compositore e produttore discografico italiano (Milano, n. 1960)
- Maurizio Martusciello, musicista, compositore e produttore discografico italiano (Napoli, n. 1961)

## Nobili(12)
- Maurizio di Dietrichstein, nobile e militare austriaco (Vienna, n. 1775 - Vienna, † 1864)
- Maurizio Ferrante Gonzaga, nobile e generale italiano (Venezia, n. 1861 - Roma, † 1938)
- Maurizio d'Assia-Kassel, nobile tedesco (Kassel, n. 1572 - Eschwege, † 1632)
- Maurizio Guglielmo di Sassonia-Zeitz, nobile tedesco (Zeitz, n. 1664 - Weida, † 1718)
- Maurizio di Sassonia-Zeitz, nobile tedesco (Dresda, n. 1619 - Moritzburg, † 1681)
- Maurizio I Pok, nobile ungherese
- Maurizio Enrico di Nassau-Hadamar, nobile tedesco (Hadamar, n. 1626 - Hadamar, † 1679)
- Maurizio Giuseppe Turinetti di Pertengo, nobile italiano (Torino, n. 1725 - Torino, † 1798)
- Maurizio di Nassau, nobile olandese (Dillenburg, n. 1567 - L'Aia, † 1625)
- Maurizio da Correggio, nobile italiano (Correggio, n. 1623 - Mantova, † 1672)
- Maurizio di Battenberg, nobile e militare britannico (Castello di Balmoral, n. 1891 - Zonnebeke, † 1914)
- Maurizio di Sassonia-Altenburg, nobile tedesco (Eisenberg, n. 1829 - Arco, † 1907)

## Operai(1)
- Maurizio Estate, operaio italiano (n. 1970 - Napoli, † 1993)

## Organisti(1)
- Maurizio Ciampi, organista e direttore d'orchestra italiano (Reggio Calabria, n. 1964)

## Orientalisti(1)
- Maurizio Riotto, orientalista italiano (Palermo, n. 1959)

## Pallanuotisti(2)
- Maurizio Felugo, ex pallanuotista e dirigente sportivo italiano (Rapallo, n. 1981)
- Maurizio Mannelli, pallanuotista italiano (Roma, n. 1930 - Napoli, † 2014)

## Pallavolisti(2)
- Maurizio Latelli, pallavolista italiano (Lamezia Terme, n. 1974)
- Maurizio Oddo, pallavolista italiano (Palermo, n. 1974)

## Parolieri(1)
- Maurizio Monti, paroliere e cantautore italiano (Roma, n. 1941 - Ariccia, † 2021)

## Patrioti(1)
- Maurizio Quadrio, patriota italiano (Chiavenna, n. 1800 - Roma, † 1876)

## Pattinatori di short track(1)
- Maurizio Carnino, ex pattinatore di short track e pattinatore di velocità su ghiaccio italiano (Torino, n. 1975)

## Pianisti(3)
- Maurizio Baglini, pianista italiano (Pisa, n. 1975)
- Maurizio Lama, pianista e compositore italiano (Roma, n. 1937 - Busalla, † 1968)
- Maurizio Pollini, pianista e direttore d'orchestra italiano (Milano, n. 1942 - Milano, † 2024)

## Piloti automobilistici(1)
- Maurizio Verini, ex pilota automobilistico italiano (Riolo Terme, n. 1943)

## Piloti motociclistici(2)
- Maurizio Micheluz, pilota motociclistico italiano (Pordenone, n. 1983)
- Maurizio Vitali, pilota motociclistico italiano (Savignano sul Rubicone, n. 1957)

## Piloti motonautici(2)
- Maurizio Campolo, pilota motonautico italiano (Reggio Calabria, n. 1965)
- Maurizio Darai, pilota motonautico italiano (Venezia, n. 1956)

## Pistard(1)
- Maurizio Colombo, ex pistard e ciclista su strada italiano (Cuggiono, n. 1963)

## Pittori(6)
- Maurizio Barricelli, pittore e giornalista italiano (Benevento, n. 1874 - Roma, † 1931)
- Maurizio Bottoni, pittore italiano (Milano, n. 1950)
- Maurizio Francesco Bruno, pittore italiano (Porto Maurizio, n. 1648 - Porto Maurizio, † 1726)
- Maurizio Carnevali, pittore e scultore italiano (Villa San Giovanni, n. 1949)
- Maurizio Delvecchio, pittore italiano (Basilea, n. 1962)
- Maurizio Pellegrini, pittore italiano (Pinerolo, n. 1866 - Zoagli, † 1935)

## Poeti(3)
- Maurizio Cucchi, poeta, critico letterario e traduttore italiano (Milano, n. 1945)
- Maurizio Donte, poeta italiano (Imperia, n. 1962)
- Maurizio Moro, poeta italiano (Ferrara)

## Poliziotti(4)
- Maurizio Arnesano, poliziotto italiano (Carmiano, n. 1960 - Roma, † 1980)
- Maurizio Baldassarri, carabiniere italiano (Ponzano di Fermo, n. 1955 - Tolentino, † 1997)
- Maurizio Sabbatino, carabiniere italiano
- Maurizio Vallone, poliziotto italiano (Napoli, n. 1960)

## Presbiteri(1)
- Maurizio Garzoni, prete italiano (Torino, n. 1734 - † 1804)

## Principi(3)
- Maurizio d'Assia, principe tedesco (Racconigi, n. 1926 - Francoforte sul Meno, † 2013)
- Maurizio Giuseppe di Savoia, principe italiano (Torino, n. 1762 - Alghero, † 1799)
- Maurizio del Palatinato, principe tedesco (n. 1620 - † 1652)

## Procuratori sportivi(1)
- Maurizio Gaudino, procuratore sportivo, ex calciatore e allenatore di calcio tedesco (Brühl, n. 1966)

## Produttori cinematografici(4)
- Maurizio Amati, produttore cinematografico italiano (Roma, n. 1944)
- Maurizio Lodi-Fè, produttore cinematografico italiano (Salonicco, n. 1918 - Roma, † 2015)
- Maurizio Mattei, produttore cinematografico italiano (Roma)
- Maurizio Tedesco, produttore cinematografico, montatore e regista italiano (Roma, n. 1948)

## Produttori discografici(3)
- Alexander Robotnick, produttore discografico, disc jockey e compositore italiano (Firenze, n. 1950)
- The NextOne, produttore discografico, disc jockey e beatmaker italiano (n. 1969)
- Maurizio Parafioriti, produttore discografico italiano (Galati Mamertino, n. 1966)

## Psichiatri(1)
- Maurizio Andolfi, psichiatra italiano (Roma, n. 1942)

## Psicologi(1)
- Maurizio Palomba, psicologo italiano (Caracas, n. 1960 - Roma, † 2018)

## Pugili(1)
- Maurizio Stecca, ex pugile italiano (Santarcangelo di Romagna, n. 1963)

## Rapper(2)
- Salmo, rapper, cantautore e attore italiano (Olbia, n. 1984)
- Rido MC, rapper e conduttore televisivo italiano (Stresa, n. 1975)

## Registi(13)
- Maurizio Catalani, regista televisivo, autore televisivo e conduttore radiofonico italiano (Roma)
- Maurizio Corgnati, regista cinematografico, regista televisivo e critico d'arte italiano (Maglione, n. 1917 - Milano, † 1992)
- Maurizio Fiume, regista e sceneggiatore italiano (Napoli, n. 1961)
- Maurizio Iannelli, regista e terrorista italiano (Roma, n. 1952)
- Maurizio Losi, regista, sceneggiatore e produttore cinematografico italiano (Santo Stefano Lodigiano, n. 1976)
- Maurizio Lucidi, regista, montatore e sceneggiatore italiano (Firenze, n. 1932 - Roma, † 2005)
- Maurizio Nichetti, regista, sceneggiatore e attore italiano (Milano, n. 1948)
- Maurizio Pagnussat, regista televisivo italiano (Milano, n. 1955)
- Maurizio Pradeaux, regista e sceneggiatore italiano (Roma, n. 1931 - Monterotondo, † 2022)
- Maurizio Scaparro, regista, critico teatrale e politico italiano (Roma, n. 1932 - Roma, † 2023)
- Maurizio Sciarra, regista cinematografico italiano (Bari, n. 1955)
- Maurizio Ventriglia, regista italiano (Bologna, n. 1954)
- Maurizio Zaccaro, regista, sceneggiatore e scrittore italiano (Milano, n. 1952)

## Religiosi(1)
- Maurizio Benedetto Olivieri, religioso, presbitero e funzionario italiano (Acelle, n. 1769 - Roma, † 1845)

## Rugbisti a 15(3)
- Maurizio Aluigi, rugbista a 15 italiano (Genova, n. 1991)
- Maurizio Perego, ex rugbista a 15 italiano (Milano, n. 1959)
- Maurizio Zaffiri, ex rugbista a 15, preparatore atletico e dirigente sportivo italiano (L'Aquila, n. 1978)

## Saggisti(4)
- Maurizio Blondet, saggista italiano (Milano, n. 1944)
- Maurizio Calvesi, saggista, storico dell'arte e funzionario italiano (Roma, n. 1927 - Roma, † 2020)
- Maurizio Corrado, saggista, architetto e drammaturgo italiano (Lanusei, n. 1958)
- Maurizio Pallante, saggista italiano (Roma, n. 1947)

## Sassofonisti(2)
- Maurizio Camardi, sassofonista, direttore artistico e compositore italiano (Padova)
- Maurizio Giammarco, sassofonista, compositore e arrangiatore italiano (Pavia, n. 1952)

## Scenografi(2)
- Maurizio Marchitelli, scenografo italiano (Roma, n. 1949 - Roma, † 2022)
- Maurizio Sabatini, scenografo e architetto italiano (Roma, n. 1956)

## Schermidori(1)
- Maurizio Randazzo, ex schermidore italiano (Santa Caterina Villarmosa, n. 1964)

## Sciatori alpini(2)
- Maurizio Cagol, ex sciatore alpino, atleta e giocatore di curling italiano (Trento)
- Maurizio Feller, ex sciatore alpino italiano (n. 1974)

## Scienziati(1)
- Maurizio Sacchi, scienziato e esploratore italiano (Sampierdarena, n. 1864 - regione del Lago Margherita, † 1897)

## Scrittori(11)
- Maurizio Braucci, scrittore, sceneggiatore e regista italiano (Napoli, n. 1966)
- Mauro Corona, scrittore e alpinista italiano (Baselga di Piné, n. 1950)
- Maurizio Fantoni Minnella, scrittore, saggista e critico cinematografico italiano (Varese, n. 1959)
- Maurizio Giannini, scrittore italiano (Roma, n. 1951)
- Maurizio Lorenzi, scrittore e poliziotto italiano (Bergamo, n. 1973)
- Maurizio Maggiani, scrittore e giornalista italiano (Castelnuovo Magra, n. 1951)
- Maurizio Matrone, scrittore italiano (Verona, n. 1966)
- Maurizio Salabelle, scrittore italiano (Cagliari, n. 1959 - Pisa, † 2003)
- Maurizio Temporin, scrittore, regista e sceneggiatore italiano (Broni, n. 1988)
- Maurizio Torchio, scrittore italiano (Torino, n. 1970)
- Maurizio De Giovanni, scrittore, sceneggiatore e drammaturgo italiano (Napoli, n. 1958)

## Scultori(1)
- Maurizio D'Alessio, scultore e decoratore italiano (Calvanico)

## Sindacalisti(1)
- Maurizio Landini, sindacalista italiano (Castelnovo ne' Monti, n. 1961)

## Skeletonisti(1)
- Maurizio Oioli, ex skeletonista italiano (Domodossola, n. 1981)

## Snowboarder(1)
- Maurizio Bormolini, snowboarder italiano (Tirano, n. 1994)

## Sociologi(2)
- Maurizio Ambrosini, sociologo italiano (Vercelli, n. 1956)
- Maurizio Montalbini, sociologo e speleologo italiano (Senigallia, n. 1953 - Pieve Torina, † 2009)

## Sportivi(1)
- Maurizio Marassi, sportivo italiano (Legnano, n. 1997)

## Storici(1)
- Maurizio Antonioli, storico italiano (Milano, n. 1945 - Milano, † 2023)

## Storici dell'arte(1)
- Maurizio Scudiero, storico dell'arte italiano (Rovereto, n. 1954)

## Storici della filosofia(1)
- Maurizio Torrini, storico della filosofia italiano (Firenze, n. 1942 - Firenze, † 2019)

## Storici della scienza(1)
- Maurizio Mamiani, storico della scienza italiano (San Secondo Parmense, n. 1942 - Parma, † 2002)

## Tastieristi(1)
- Maurizio Guarini, tastierista, compositore e arrangiatore italiano (Roma, n. 1955)

## Tenori(1)
- Maurizio Frusoni, tenore italiano (Firenze, n. 1941 - Trevignano Romano, † 2000)

## Terroristi(3)
- Maurizio Baldasseroni, terrorista e criminale italiano (Milano, n. 1950)
- Maurizio Falessi, ex terrorista italiano (Roma, n. 1954)
- Maurizio Murelli, ex terrorista, editore e attivista italiano (Milano, n. 1954)

## Truccatori(2)
- Maurizio Silvi, truccatore italiano (Albano Laziale, n. 1949 - Roma, † 2022)
- Maurizio Trani, truccatore e effettista italiano (Roma, n. 1946)

## Urbanisti(1)
- Maurizio Carta, urbanista italiano (Palermo, n. 1967)

## Velocisti(2)
- Maurizio Checcucci, ex velocista italiano (Firenze, n. 1974)
- Maurizio Federici, ex velocista italiano (Seriate, n. 1969)

## Vescovi(1)
- Maurizio, vescovo italiano (Firenze, † 550)

## Vescovi cattolici(7)
- Maurizio Centini, vescovo cattolico italiano (Palmi, † 1639)
- Maurizio Galli, vescovo cattolico italiano (Soresina, n. 1936 - Cremona, † 2008)
- Maurizio Gervasoni, vescovo cattolico italiano (Sarnico, n. 1953)
- Maurizio Malvestiti, vescovo cattolico italiano (Filago, n. 1953)
- Maurizio di Catania, vescovo cattolico italiano (n. 1080 - † 1147)
- Maurizio Pietra, vescovo cattolico italiano (Cremona, n. 1514 - Vigevano, † 1576)
- Maurizio Adolfo Carlo di Sassonia-Zeitz-Neustadt, vescovo cattolico tedesco (Neustadt an der Orla, n. 1702 - Hradište di Znojmo, † 1759)

## Senza attività specificata(7)
- Maurizio Argentieri, tecnico del suono italiano (Roma, n. 1964)
- Maurizio De Benedictis, storico del cinema, storico della letteratura e scrittore italiano (Roma, n. 1951 - Roma, † 2021)
- Maurizio Ercole, grafico, fumettista e illustratore italiano (Belluno, n. 1972)
- Maurizio Fistarol, ex politico italiano (Belluno, n. 1957)
- Maurizio I di Oldenburg, conte tedesco (n. 1150 - † 1209)
- Maurizio I, Elettore di Sassonia, duca tedesco (Freiberg, n. 1521 - Lehrte, † 1553)
- Maurizio Guglielmo di Sassonia-Merseburg, duca (Merseburg, n. 1688 - Merseburg, † 1731)